# Сухопутная война
Сухопутная война (англ. Land war) — термин используемый для описания военных операций, которые происходят преимущественно на поверхности суши планеты.

## История
Сухопутные войны классифицируются за использованием количества боевых единиц, разнообразных боевых навыков, методов и широкого спектра систем вооружения и оборудования, произведенных в разных местностях и погодных условий. При необходимости, сухопутные войны проводятся для защиты городских и сельских населенных районов, среди прочих видов её изучению уделяется особое внимание, она в центре внимания большинства национальных оборонных политик, а финансовые затраты на неё преобладают другие расходы на оборону.
На протяжении истории, данный метод войны, имел несколько различных переходов в их проведении: от большой концентрации в основном неподготовленного и нерегулярно вооруженного населения, которое используется в лобовой атаке с современной комбинированной концепции ведения войны, которая сочетает использование хорошо обученных регулярных войск с широким спектром организационных, вооруженных и информационных систем, и предусматривает использование различных стратегических, оперативных и тактических доктрин.
Со времён Второй мировой войны она  включает в себя три различных типа боевых единиц: пехоту, бронетанковые войска и артиллерию.
С принятием 22 августа 1864 года на дипломатической конференции в Женеве «Конвенции об улучшении участи раненых и больных воинов во время сухопутной войны» было положено начало развитию международного гуманитарного права в XX веке.